# DFS 42
Die DFS 42 „Kormoran“ war ein Versuchsflugzeug der Deutschen Forschungsanstalt für Segelflug (DFS) aus dem Jahr 1936.
Ziel der Konstruktion war es, Erkenntnisse über die Eigenschaften von stark vorwärts gepfeilten Tragflächen zu erhalten.
In dem Buch „Ein Dreieck fliegt“ ist die Maschine im Flug sowie eine Dreiseitenansicht abgebildet. Diese zeigt ein hochangesetztes Pendel-Höhenleitwerk sowie eine Tragfläche mit sechs Klappen über die gesamte Spannweite, das Höhenleitwerk entsprach dem des DFS Fafnir.
Alexander Lippisch sprach davon, „daß der Vogel ganz manierlich geflogen sei“.
Ansonsten ist wenig über die Maschine bekannt. Die Spannweite soll 14,00 m und die Länge 4,94 m betragen haben. Spätere Projekte wie die Junkers Ju 287 und eine Version der Heinkel He 162 erhielten ebenfalls vorgepfeilte Tragflächen.